# Flagellazione (Savona)
La flagellazione è la sesta delle quindici casse processionali che vengono portate a spalla durante la processione del Venerdì santo che si svolge a Savona ogni due anni, negli anni pari.

## Descrizione
Si tratta di una scultura lignea di scuola napoletana acquistata nel 1623. Conservata nell'oratorio dei Santi Pietro e Caterina, viene portata a spalla da 12 portatori per tappa. Le sue dimensioni sono di m 2,00 x 2,10 x 1,80. Vi sono rappresentati Gesù legato alla colonna mentre viene flagellato da due soldati posti uno alla sua destra e l'altro a sinistra. L'espressività delle figure e la ricercatezza dei dettagli non raggiunge i livelli artistici delle altre "casse" che compongono la processione. Fu oggetto di restauro nel 1986.